# Fresenburg
Fresenburg ist eine Gemeinde im Landkreis Emsland in Niedersachsen.

## Geografie

### Geografische Lage
Fresenburg liegt an der Ems und dem Dortmund-Ems-Kanal und zwischen den Städten Papenburg und Meppen. Die Gemeinde gehört zur Samtgemeinde Lathen.
Da die Ortsteile Fresenburg und Düthe rundum mit Wasser umgeben sind (im Westen die Ems, im Osten der Dortmund-Ems-Kanal) kann man bei diesen Ortsteilen von einer Insellage sprechen.

### Nachbargemeinden
Nachbargemeinden sind im Norden die Gemeinde Kluse in der Samtgemeinde Dörpen, im Osten die Gemeinde Renkenberge, im Süden die Gemeinden Lathen und Niederlangen und im Westen die Gemeinde Sustrum.

### Gemeindegliederung
Die drei Ortsteile der Gemeinde sind:
- Fresenburg
- Düthe
- Melstrup

## Geschichte

### Erklärung des Ortsnamens
Alte Bezeichnungen des Ortes sind 1226 Vresenberghe, 1290 Vresenberg, 1315 Vresenberghe und 1326 Vresenberghe.
Die Fresenburg bei Lathen ist namensgebend. Die Burg stammt aus der Zeit, als die Ravensberger im Emsland mit den Tecklenburgern auf dem Hümmling um den Besitz stritten. Die genaue Zeit ihrer Erbauung steht nicht fest. Zuerst wird sie als Vresenberghe 1226 erwähnt, dürfte aber einige Jahrzehnte älter sein. Der Ortsname enthält den niederdeutschen Bestandteil „Frese“ für „Friese“.

Im Jahre 1652 wurden in Düthe 300 Telgen (Setzlinge) gepflanzt.

### Einwohnerentwicklung
| Jahr | Einwohner  |
| ---- | ---------- |
|      | Fresenburg |
| 1659 | 92         |
| 1749 | 133        |
| 1833 | 170        |

| Jahr | Einwohner |
| ---- | --------- |
|      | Düthe     |
| 1659 | 125       |
| 1749 | 161       |
| 1833 | 188       |

| Jahr | Einwohner |
| ---- | --------- |
|      | Melstrup  |
| 1659 | 57        |
| 1749 | 94        |
| 1833 | 178       |

## Politik

### Gemeinderat
Der Gemeinderat aus Fresenburg setzt sich aus 9 Ratsmitgliedern zusammen. Die Ratsmitglieder werden durch eine Kommunalwahl für jeweils fünf Jahre gewählt. Die aktuelle Amtszeit begann am 1. November 2021 und endet am 31. Oktober 2026.
| Partei                                                        | 2021 | 2016 |
| ------------------------------------------------------------- | ---- | ---- |
| CDU                                                           | 7    | 8    |
| Einzel                                                        | 1    | -    |
| Grüne                                                         | 1    | 1    |
| ________________________ Einzelbewerber 2021: Christoph Meyer |      |      |

### Bürgermeister
Der ehrenamtliche Bürgermeister ist seit dem 21. November 2016 Gerd Führs, sein Stellvertreter ist Heinrich Ahrens.

### Wappen
„In Gold über goldenem Wellenschildfluss aus einer roten Zinnenmauer wachsend eine Linde mit drei starken Ästen, begleitet von zwei roten Zinnentürmen.“ So beschrieb Dr. Korn die von ihm im Jahr 1991 aufgrund von Vorschlägen aus Fresenburg, Düthe und Melstrup mehrfach überarbeitete Darstellung.
Die Burg mit den beiden Türmen bezieht sich auf die Burgen Fresenburg und Düthe. Die Linde versinnbildlicht den Theiort, einen uralten Gerichtsplatz in Düthe. Zeichen eines Gerichtsortes war üblicherweise eine Linde. Die drei starken Äste des Baumes stehen für die drei Ortsteile der Kommune. Die Wellen im Schildfluss weisen darauf hin, dass die alte Fresenburg eine Wasserlage war. Außerdem spielt das Wasser der Ems und des Dortmund-Ems-Kanals für die Gemeinde eine bedeutende Rolle.
Die Farben Gold und Rot sind die Wappenfarben des ehemaligen Hochstifts Münster, zu dessen Niederstift das Gemeindegebiet vom Jahr 1252 bis zum Ende des Alten Reiches im Jahr 1803 gehörte.

## Sehenswürdigkeiten

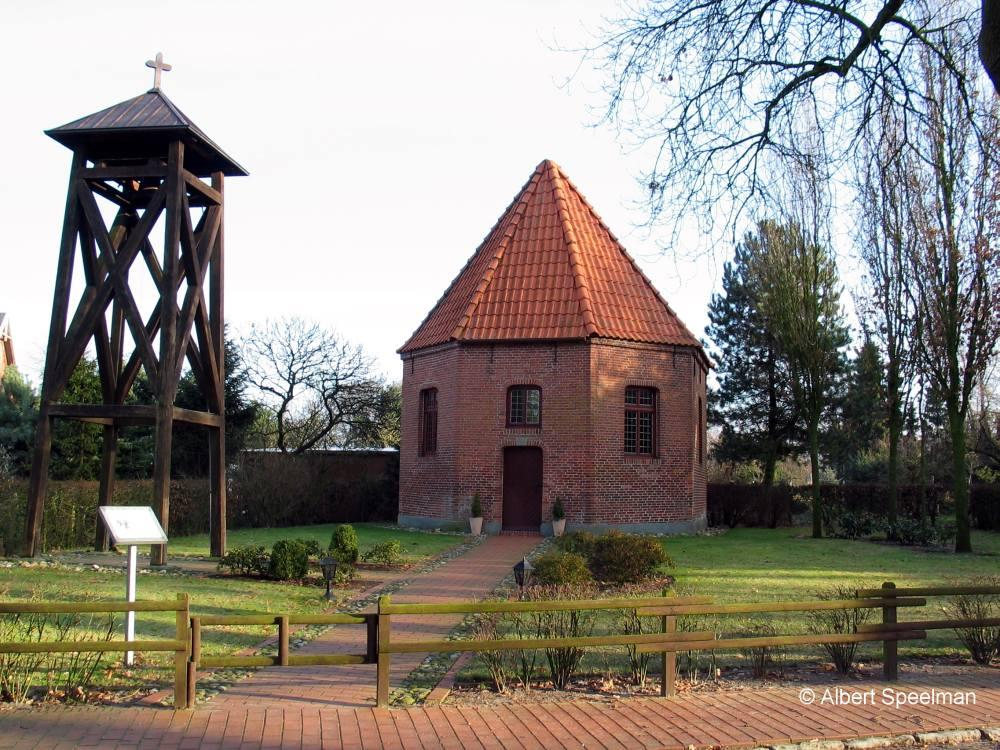
Kapelle

- Alte Burgkapelle mit Glockenturm im Ortsteil Fresenburg
- Schleusenanlage im Ortsteil Düthe
- Kleinboothafen im Ortsteil Fresenburg

## Regelmäßige Veranstaltungen
- Schützenfest, am 1. Wochenende im Juli, Sonntag und Montag
- Hallenreitturnier des RFV (Reit- und Fahrverein Lathen und Umgebung e. V.) Ende Januar, Anfang Februar in der Joh.-Ehrens-Reithalle
- Sommerreitturnier des RFV im April/Mai auf dem Freigelände
- Reitertag des RFV in der Adventszeit mit Nickolausfeier
- Pokalturnier vom SV Fortuna am Pfingstsonntag

## Wirtschaft und Infrastruktur

### Verkehr
Fresenburg ist über die Bundesautobahn A31 (Abfahrt Lathen) zu erreichen. Die Entfernung zur Autobahn beträgt etwa 10 km. Weiterhin ist Fresenburg über die Bundesstraße B70 erreichbar. Über den Bahnhof Lathen ist das Eisenbahnnetz der Bahnstrecke Rheine–Norddeich Mole erreichbar. Die Anbindung an den Dortmund-Ems-Kanal ist mit einem Hafen gegeben.

### Bildung
Der Ort hat eine Grundschule. Die Zwergschule wird seit 2008 als Offene Ganztagsschule geführt. An ihr werden jeweils die 1. und 2. Klasse und die 3. und 4. Klasse zusammen unterrichtet, nur Hauptfächer sind hiervon ausgeschlossen. Zu ihrem Spielplatz gehört ein kleiner Fußballplatz, ein Klettergerüst und eine Korbschaukel. Seit 2010 gibt es auch eine Mensa. Schulleiterin ist Helena Hopster, Personalrat ist Gaby Weseler.